# أوسكار فريري
أوسكار فريري غوميث (بالإسبانية: Óscar Freire) (بالإسبانية: Óscar Freire Gómez، ولد في 15 فبراير 1976، توريلافيغا، كانتابريا، إسبانيا) دراج إسباني.
حاز على ثلاث ميداليات ذهبية في بطولات العالم للدراجات الهوائية على الطريق.

## إنجازاته

### بطولة العالم للدراجات الهوائية على الطريق
- 1999 فيرونا  إيطاليا:  ميدالية ذهبية في سباق الدراجات الهوائية على الطريق.
- 2000 بلواي  فرنسا:  ميدالية برونزية في سباق الدراجات الهوائية على الطريق.
- 2001 لشبونة  البرتغال:  ميدالية ذهبية في سباق الدراجات الهوائية على الطريق.
- 2004 فيرونا  المملكة المتحدة:  ميدالية ذهبية في سباق الدراجات الهوائية على الطريق.

## روابط خارجية
- أوسكار فريري على موقع الاتحاد الدولي للدراجات (الإنجليزية)
- أوسكار فريري على موقع أرشيف الدراجات (الإنجليزية)
- أوسكار فريري على موقع إحصائيات الدراجات الإحترافية (الإنجليزية)
- أوسكار فريري على موقع نسبة الدراجات (الإنجليزية)
- أوسكار فريري على موقع CycleBase (الإنجليزية)
- أوسكار فريري على موقع eWRC-results.com (الإنجليزية)
- أوسكار فريري على موقع أوليمبيديا (الإنجليزية)